# Аккелпур
Аккелпур (бенг. আক্কেলপুর, англ. Akkelpur) — город и муниципалитет на севере Бангладеш, административный центр одноимённого подокруга. Площадь города равна 1,07 км². По данным переписи 2001 года, в городе проживало 22 012 человек, из которых мужчины составляли 51,18 %, женщины — соответственно 48,82 %. Уровень грамотности населения составлял 57,7 % (при среднем по Бангладеш показателе 43,1 %).